# Рыбин, Николай Андреевич
Никола́й Андре́евич Ры́бин (5 октября 1914 — 12 мая 1997) — кандидат экономических наук, доцент, ректор Калужского государственного педагогического института им. К. Э. Циолковского в 1962—1969 годах.

## Биография
Родился 5 октября 1914 года. Окончил МГПИ им. А. С. Бубнова в 1939 году. С 1940 года — член ВКП(б). В 1955 году в Академии общественных наук при ЦК КПСС защитил диссертацию по теме «Борьба В. И. Ленина с субъективизмом и буржуазным объективизмом в политической экономии (в конце XIX в.)» на соискание учёной степени кандидата экономических наук.
В 1962 году назначен пост ректора Калужского государственного педагогического института. В период руководства ВУЗом Н. А. Рыбиным велось строительство нового учебного корпуса КГПИ по улице Степана Разина. В 1963 году КГПИ присвоено имя К. Э. Циолковского. В институте вёл занятия по экономике.
В течение пяти лет Н. А. Рыбин возглавлял областное общество «Знание».
Скончался 12 мая 1997 года в Калуге.

## Награды
- Медаль «За трудовую доблесть»
- Значок «Отличник народного просвещения»